# Ойжаново
Ойжаново (пол. Ojrzanowo) — село в Польщі, у гміні Лабішин Жнінського повіту Куявсько-Поморського воєводства.
Населення — 606 осіб (2011).
У 1975-1998 роках село належало до Бидгощського воєводства.

## Демографія
Демографічна структура станом на 31 березня 2011 року:
|          | Загалом | Допрацездатний вік | Працездатний вік | Постпрацездатний вік |
| -------- | ------- | ------------------ | ---------------- | -------------------- |
| Чоловіки | 292     | 57                 | 204              | 31                   |
| Жінки    | 314     | 74                 | 177              | 63                   |
| Разом    | 606     | 131                | 381              | 94                   |